# حملة المهدية (1123)
حملة المهدية (1123)، كانت محاولة للاستيلاء على مدينة المهدية في جمادى الأولى 517هـ / جويلية 1123 من قبل نورمان صقلية.

## الخلفية
خلال الحرب الزيرية القابسية تحالف علي بن يحيى الصنهاجي مع المرابطين لمواجهة تحالف رافع بن مكي مع صقلية، وفي سنة 1122 قام المرابطون بقيادة أمير البحار أبي عبد الله محمد بن ميمون بنهب نقوطرة، ورغم أن الحرب قد انتهت فعلا وأن علي بن يحيى قد مات منذ سنين، اعتقد روجر الثاني أن هذه الهجمة ناتجة عن حلف المرابطين والزيريين في عهد علي، وأن الحسن بن علي هو من خطط لهذه المنهبة. فبدأ روجر في تجهيز أسطول بحري ومنع السفر إلى إفريقية، حيث نوى روجر أن يردع الحسن بغارة خاطفة على المهدية، ولكن الحسن أحس بشيئ من انقطاع الطريق البحري، فبدأ هو الآخر يجهز جيشه وجدد أسوار المهدية ولبى سائر الناس والعرب نداء الجهاد، واتخذت الدولة جميع الاحتياطات، ووصلت الحشود، وعسكر الأعراب أمام المهدية، وأصبح في جيش الحسن 100 ألف جندي و10 آلاف حصان.

## الحملة
في جمادى الأولى 517هـ / جويلية 1123، أرسل روجر الثاني كونت صقلية أسطول مكون من 300 سفينة عليها 30 ألف جندي وزهاء الألف فرس، بقيادة جرجي الأنطاكي وعبد الرحمن بن عبد العزيز النصراني، المعروف في المصادر المسيحية باسم "كريستودولوس". خرج الأسطول من مرسى علي، لكنه تعرض لعاصفة عنيفة، فرقته وكبدته خسائر فادحة، وعلم الحسن من إحدى السفن النورمانية التي رست في المهدية جراء العاصفة، أما الذين نجوا من العاصفة فقد دخلوا جزيرة قوصرة، فغزوها ونهبوها وقتلوا وسبوا أهلها، ثم واصلوا إلى إفريقية. ما إن علم الحسن بسقوط جزيرة قوصرة حتى اتخذ الإجرائات الدفاعية القصوى، وتسلم قيادة الجيش أبو إسحاق إبراهيم، أما بنو هلال الذين عززوا الجيوش النظامية فقد قادهم محرز بن زياد، وتكونت الجيوش الهلالية من بطون: بنو رياح وبنو دهمان وبنو زياد وبنو صخر.
وفي يوم السبت 25 جمادى الأولى 517هـ / 21 جويلية 1123، وصل أسطول رجار وأرسى في جزيرة الأحاسي في آخر النهار، ونزل عبد الرحمن وجرجي وعسكرا هناك، وانتشر الجنود داخل الجزيرة ثم عادوا إلى معسكراتهم. وفي اليوم الثاني من الحملة، الأحد 26 جمادى الأولى 517هـ / 22 جويلية 1123، تقدم القائدان بثلاثة وعشرين شانية (سفينة حربية) إلى المهدية، وطافوا حولها ونزلوا في ساحل زويلة، لكن هالتهم التجهيزات الدفاعية فانسحبوا إلى الأحاسي، لكنهم وجدوا مجموعة من الجنود والعرب قد كشفوا موقعهم وهاجموهم وقتلوا الكثير منهم ونهبوا أسلحتهم، ورفع ذلك معنويات المسلمين. وفي اليوم الثالث من الحملة الإثنين 27 جمادى الأولى 517هـ / 23 جويلية 1123، نجح النصارى في دخول قصر الديماس، بعد أن نجح كريستودولوس وجرجي في تمنية العرب الذين كانوا يحرسونه، وقد كان عددهم زهاء المائة عربي، وكل ذلك بتخطيط روجر الثاني كي يتسنى للنورمان المهاجمة من البر. وفي اليوم الرابع من الحملة الثلاثاء 28 جمادى الأولى 517هـ / 24 جويلية 1123، اجتمع المسلمون وخرجوا من المهدية، وكبروا تكبيرة روعت النصارى في جزيرة الأحاسي، لأنهم اعتقدوا أن المسلمين سوف يهاجمونهم، فهرعوا إلى سفنهم وقتلوا الكثير من خيلهم بأيديهم، ودخل المسلمون الجزيرة فوجدوا 400 حصان وبعض الآلات والأسلحة لم يقتلها ويأخذها النورمان من العجلة، وأسر المسلمون من بقي وقتلوا من فشل في صعود المراكب.
وبعد استرجاع جزيرة الأحاسي، زحف الأعراب على قصر الديماس (يقع هذا القصر قرب قرية البقالطة في منتصف الطريق بين المنستير والمهدية، والديماس حصن منيع في وسطه حصن آخر كما أنه مشرف على البحر) وحاصروه، بينما بقي الحسن في المهدية لحمايتها، وبعد ثمانية أيام من الترقب لم يستطع الأسطول الصقلي إنقاذ الحامية داخل القصر فانسحبوا إلى صقلية، ولم ينجوا من هذه الحملة سوى 100 سفينة واثنين من الخيول فقط، استمر حصار قصر الديماس 16 يوما، حتى استسلم النورمان وطلبوا العفو والفدية من الحسن، لكن الأعراب لم يقبلوا فرفض الحسن بالتالي كي يرضى جنوده، واستمر المسلمون في القتال ولم يقدروا على الدخول بسبب حصانة القصر، حتى اشتد على النصارى الحصار وفني ماؤهم وطعامهم، فخرجوا ليلة الإربعاء 14 جمادى الثانية 517هـ / 5 أوت 1123 وهاجمهم الأعراب فقتلوهم على آخرهم.

## عواقب
عاد النورمان إلى صقلية مقهورين، أما المسلمين فقد ابتهجوا بهذا النصر، وأرسل الحسن بالبشرى إلى سائر البلاد، كما أرسل رسولا إلى الخليفة الفاطمي الآمر بأحكام الله يعلن له الطاعة، وذكر ابن الميسر أن الحسن التمس وساطة من الخليفة بينه وبين حاكم صقلية، فأرسل الخليفة مصطنع الدولة علي بن أحمد بن زين الخد، لكن يعتقد أن ابن الميسر بالغ في دور الفاطميين. وقد حصل حادث طريف بعد الحملة، فقد ذكر ابن عذاري عن أبو الصلت أن عبد الرحمن النصراني قال له: «رأيتُ على باب رُجَار بِصقِلِّيَة رجلًا من الإفْرَنْج، طويلَ اللحية، يتناول طَرَفَ لحيته بيده، ويُقسِمُ بالإنْجِيل أنَّه لا يأخذ منها شعرةً حتى يأخذَ ثأْره من أهل المهديَّة. فسألتُ عنه، فقيل لي: إنّه لمّا انهزم، جُذِبَ بها حتَّى أدْمَأتْهُ». استمرت الاشتباكات بين المسلمين والنورمان خاصة بقيادة المرابطين، لن ينسى روجر مجزرة الأحاسي وبعد أن يعلن نفسه ملكا بسنين سوف يهاجم المهدية ثانية.